# جیغ‌کش دست‌قرمز مارانیائو
جیغ‌کش دست‌قرمز مارانیائو (نام علمی: Alouatta ululata) نام یک گونه از سرده میمون جیغ‌کش است.